# Hans-Rudolf Merz
Hans-Rudolf Merz, född 10 november 1942 i Beinwil am See (Aargau), är en liberal schweizisk politiker. Från 2003 till 2010 var han Schweiz finansminister.
2009 utsågs Merz till förbundspresident. I denna egenskap åkte han i augusti till Tripoli i Libyen för att be Muammar al-Gaddafi om ursäkt för att hans son Hannibal häktades ett par dagar, under ett besök i Schweiz 2008. Detta resulterade i omfattande inhemsk kritik mot Merz, med krav på hans avgång.

## Politisk karriär
Invald i förbundsrådet (Schweiz federala regering) 10 december 2003.

### Federala ministerposter
- Finansminister 2003–2010

### Förbundspresident och vicepresident
- President i förbundsrådet (förbundspresident) 2009
- Vicepresident i förbundsrådet 2008